# 硅化钚
硅化钚或叫一硅化钚，是钚和硅的二元无机化合物，化学式为PuSi。该化合物形成灰色晶体。

## 合成
二氧化钚与碳化硅的反应：
{\displaystyle {\mathsf {PuO_{2}+SiC\ {\xrightarrow {T}}\ PuSi+CO_{2}\uparrow }}}
三氟化钚与硅的反应：
{\displaystyle {\mathsf {4PuF_{3}+7Si\ {\xrightarrow {T}}\ 4PuSi+3SiF_{4}}}}

## 物理性质
硅化钚形成正交晶系灰色晶体，空间群Pnma，晶胞参数：a=0.7933nm，b=0.3847nm，c=0.5727nm，Z=4，TiSi型结构。
在72开的温度下，硅化钚会发生铁磁转变。